# Roales
Roales – gmina w Hiszpanii, w prowincji Zamora, w Kastylii i León, o powierzchni 10,78 km². W 2011 roku gmina liczyła 832 mieszkańców.